# Romanow-Holstein-Gottorp

Wappen des Hauses Romanow-Holstein-Gottorp

Das Haus Romanow-Holstein-Gottorp (Betonung auf der zweiten Silbe: [rɐˈmanəf]) war nach den Romanows und den Rurikiden die dritte Dynastie, aus der die russischen Kaiser hervorgingen. Diese herrschten von 1762 bis 1917.

## Geschichte

### Absolutismus und Befreiungskriege

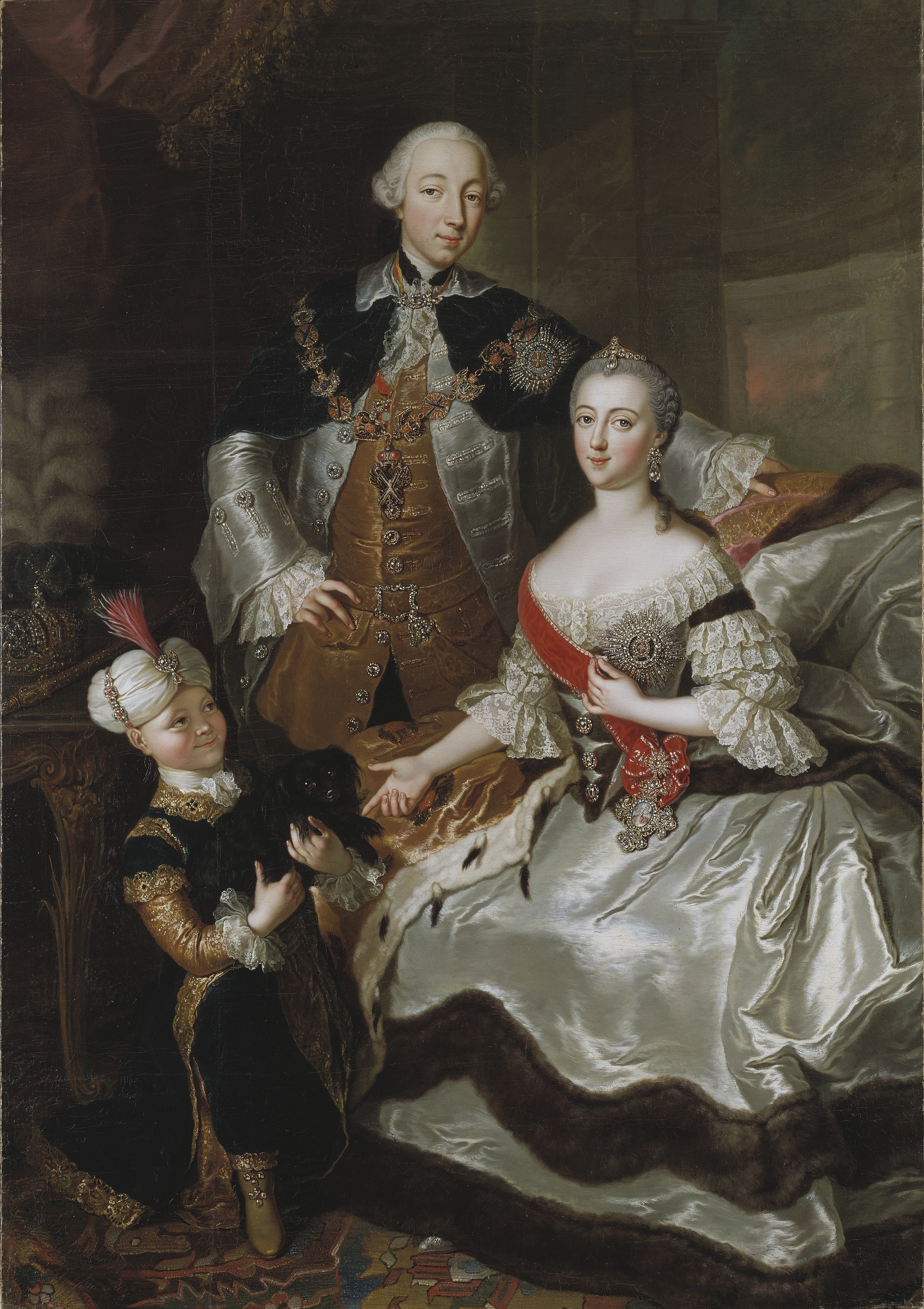
Großfürst Peter mit Großfürstin Katharina und Sohn Paul, Gemälde von 1756

Stammvater der Familie ist Herzog Karl-Friedrich von Holstein-Gottorf aus dem Hause Schleswig-Holstein-Gottorf, der mit Anna Petrowna aus dem Hause Romanow verheiratet war. Ihr in Kiel geborener Sohn Peter III. folgte Kaiserin Elisabeth, der letzten Romanow, auf den russischen Thron. Peter war 1762 sechs Monate lang Kaiser von Russland. Die ersten Staatshandlungen Peters waren ein Sonderfrieden mit Preußen, wodurch er sich die Feindschaft der konservativen Kräfte des Landes zuzog. Nach einem Staatsstreich ließ sich seine Frau Katharina zur Zarin und Alleinherrscherin Russlands ausrufen, während Peter für abgesetzt erklärt wurde und am 17. Juli 1762 unter ungeklärten Umständen ums Leben kam.
Katharina II. galt als Repräsentantin des aufgeklärten Absolutismus. Unter ihrer Herrschaft wurde die Ansiedlung von Ausländern in Russland gefördert. 1767 berief Katharina eine Kommission zur Abfassung eines neuen Gesetzbuchs (Gesetzbuch-Kommission), in die gewählte Vertreter aus allen Landesteilen entsandt wurden. Am 17. Juni 1773 erließ Katharina ein Toleranzedikt, das die Duldung aller religiösen Bekenntnisse versprach. Im selben Jahr verzichtete sie im Vertrag von Zarskoje Selo im Namen ihres Sohnes auf die Herrschaftsrechte im Herzogtum Gottorf. 1775 führte sie eine groß angelegte Gebietsreform durch. Russlands Machtbereich konnte sie so weit ausbauen, dass nach zwei Kriegen gegen die Türken Russland über einen Zugang zum Schwarzen Meer verfügte. Außerdem wirkte sie an den drei Teilungen Polens entschieden mit und führte 1788 Krieg gegen die Schweden.
1796 starb Katharina, und ihr und Peters Sohn Paul I. bestieg den Thron. Gewalt, die er in seiner Kindheit erlitten hatte, und die Entfremdung von der Mutter machten ihn reizbar und misstrauisch gegenüber seiner Umgebung. Am 5. April 1797 erließ er ein Dekret, das nur noch männliche Nachkommen zur Thronfolge zuließ. Er schloss ein Bündnis mit Frankreich, dem Feind seiner bisherigen Verbündeten, und plante unter anderem einen Krieg gegen Dänemark. Von 1799 bis 1801 war er Großmeister des Malteserordens. Aufgrund zahlreicher Morddrohungen ließ sich Paul zur eigenen Sicherheit ein massives Hochsicherheitsschloss, die heutige Michaelsburg, bauen und das Gebäude durch Zugbrücken und Gräben schützen. 1801 fiel Paul dennoch einem Attentat von Verschwörern aus Kreisen des Adels zum Opfer.
Pauls Sohn Alexander I. gelangte durch die Ermordung seines Vaters am 12.jul./ 24. März 1801greg. auf den russischen Thron. Während der ersten Jahre seiner Regierung war er eifrig bestrebt, das Finanzwesen seines Reichs zu ordnen, die geistige Bildung zu fördern und das harte Los der Leibeigenen zu mildern. Er beteiligte sich an den Befreiungskriegen, die mit dem Sturz Napoleons endeten. Als die preußischen und russischen Truppen bis über die Memel zurückgedrängt waren, vermittelte Alexander den Frieden von Tilsit. Ebenfalls hatte er Anteil am Wiener Kongress bei der Neuordnung Europas. Im Sommer 1825 begleitete Alexander seine Ehefrau Elisabeth Alexejewna auf die Krim. Dort befiel ihn das nach der Halbinsel benannte Krimfieber, woran er am 19. Novemberjul./ 1. Dezember 1825greg. starb.

### Reformen und Autokratie
Alexander I. hinterließ keine männlichen Nachkommen, so dass sich sein jüngerer Bruder Nikolaus völlig unerwartet selbst mit der Regierungsübernahme konfrontiert sah, da der zweitälteste Bruder Konstantin aufgrund einer unstandesgemäßen Ehe auf die Thronfolge verzichtet hatte. Nikolaus I. begann sofort nach der Herrschaftsübernahme mit der Errichtung eines autoritären Regimes, wenn er auch anfangs die Minister seines Bruders beibehielt. Dabei stützte er sich auf eine umfangreiche Bürokratie, vor allem auf die äußerst effektive Geheimpolizei unter Alexander von Benckendorff, sowie auf das Heer, die orthodoxe Kirche und einen öffentlich geförderten russischen Nationalismus. Außenpolitisch führte er unter anderem Krieg gegen Persien und die Türkei. Nikolaus wollte 1853 erneut die Türkei erobern und löste damit den Krimkrieg aus, dessen Ende er nicht mehr erlebte. 

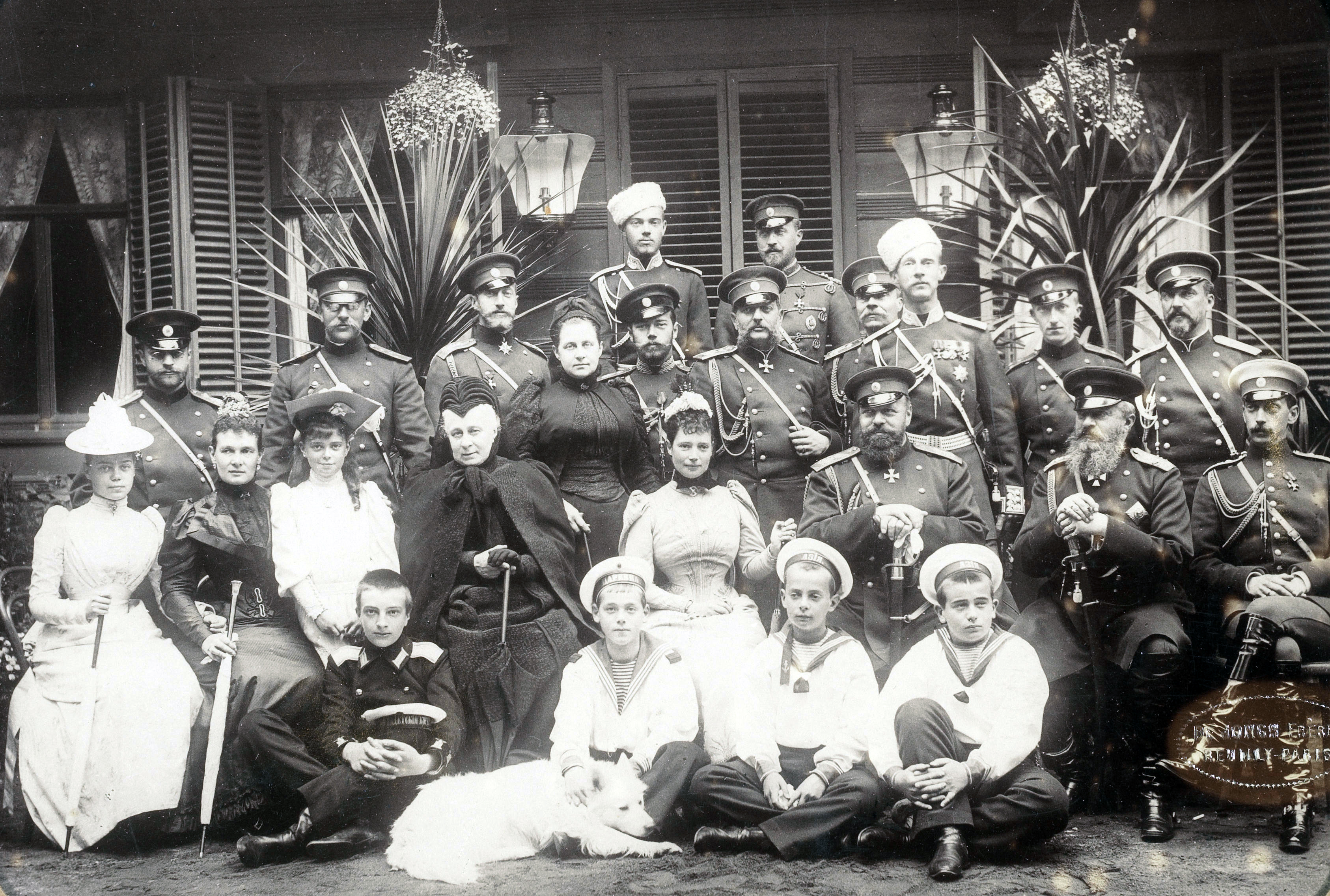
Mitglieder der Familie Romanow in Krasnoje Selo, 1892

Alexander II., der nach dem Tod seines Vaters Nikolaus den Thron bestieg, erhielt noch zu Lebzeiten den Titel „Friedensstifter“. Als Reaktion auf die in der Niederlage im Krimkrieg zutage getretene Rückständigkeit Russlands ließ er weitreichende Reformen in Angriff nehmen. Er stimmte 1856 dem Pariser Frieden zu und beendete damit den Krimkrieg. Die Abschaffung der Leibeigenschaft brachte ihm den Namen „Befreier-Zar“ ein. 1877 erklärte Russland dem Osmanischen Reich aufgrund des bulgarischen Aprilaufstands den Krieg. Er starb am 13. März 1881 durch ein Sprengstoffattentat in Sankt Petersburg, als ihm der junge Adlige und Technikstudent Ignati Grinewizki eine Granate vor die Füße warf.
Nachdem Alexander II. diesem Anschlag zum Opfer gefallen war, folgte ihm sein Sohn als Alexander III. auf dem Thron. Nach seiner Machtübernahme hob er viele Liberalisierungen seines Vaters wieder auf. Er stärkte die Autokratie in Russland und gründete die Geheimpolizei Ochrana. Außenpolitisch folgte Alexander der traditionellen Politik der schrittweisen Erweiterung der zaristischen Herrschaft in Zentral- und Ostasien, vermied jedoch Konflikte mit anderen Großmächten. Im Juni 1881 schloss er mit den Kaisern Wilhelm I. von Deutschland und Franz Joseph I. von Österreich-Ungarn in Berlin den Dreikaiserbund. Alexander III. starb nach kurzer Krankheit am 1. November 1894, erst 49 Jahre alt. 
Der plötzliche Tod Alexanders III. machte seinen 26-jährigen Sohn Nikolaus II. zu dessen Nachfolger als Kaiser. Er regierte vom 1. November 1894 bis zu seinem Sturz am 18. März 1917 infolge der Februarrevolution.

### Revolution, Abdankung und Exil

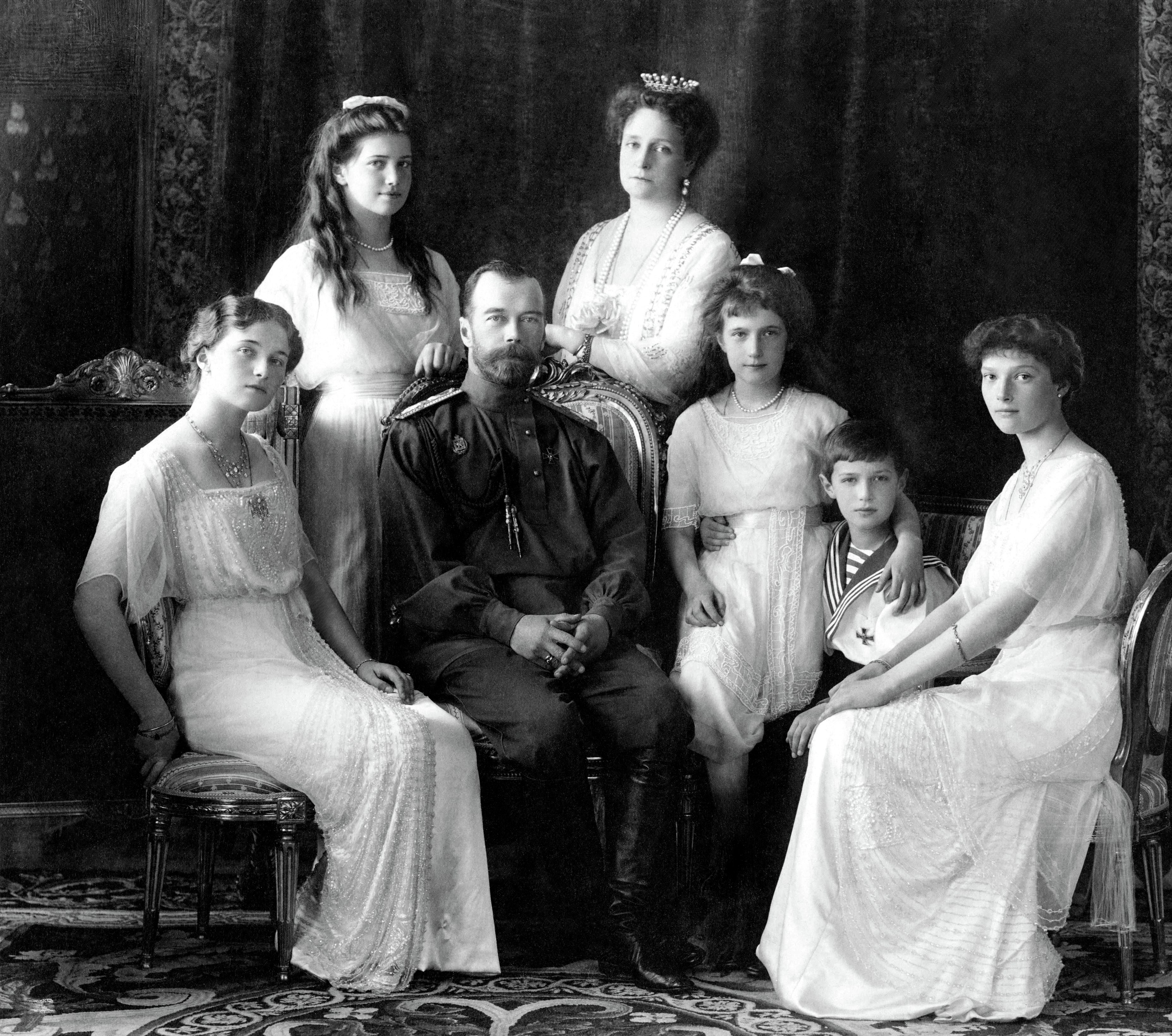
Russische Zarenfamilie, 1913

Durch sein Festhalten an der autokratischen Politik seiner Vorgänger und aufgrund fehlender Bereitschaft zu Reformen hatte Nikolaus II. maßgeblichen Anteil am Zusammenbruch der russischen Monarchie. Die Niederlage im Krieg gegen Japan löste 1905 – nach der Niederschlagung einer friedlichen Demonstration am Petersburger Blutsonntag – eine Revolution aus. Der Zar musste die Bildung einer Duma hinnehmen, wurde zunehmend unpopulär und reagierte mit staatlichen Repressionen. 1907 schloss er den Vertrag von Sankt Petersburg, der zur Triple Entente zum Bündnis mit Frankreich und Großbritannien führte. Nikolaus dankte schließlich 1917 während des Ersten Weltkriegs infolge der Februarrevolution ab. Sein von ihm als Nachfolger eingesetzter Bruder Michail verzichtete tags darauf ebenfalls auf den Thron. Nach seiner Abdankung wurde Nikolaus gemeinsam mit seiner Familie interniert und in der Nacht auf den 17. Juli 1918 von Bolschewiki in Jekaterinburg ermordet. Auch weitere Angehörige des Herrscherhauses wurden in der Folgezeit getötet. Anschließend gingen die überlebenden Romanows ins Exil.
Die Nachfolge als Familienoberhaupt trat Kyrill Wladimirowitsch Romanow im Pariser Exil an. Als Oberhaupt des Hauses Romanow und russischer Thronprätendent folgte ihm sein einziger Sohn Wladimir Kirillowitsch. Im Jahr 1992 starb er überraschend an einem Herzinfarkt und wurde mit allen Ehren als erster Romanow nach dem Ende der Zarenherrschaft in der Peter-und-Paul-Festung in Sankt Petersburg beigesetzt. Ihm wiederum folgte nach seinem Tod Georgi Michailowitsch Romanow von Preußen, Sohn seiner Tochter Maria Wladimirowna Romanowa und von Franz Wilhelm von Preußen.
Ein Teil der Romanows erkennt Marijas Sohn Georgi nicht als Thronerben an, weil er als Sohn eines Urenkels des letzten Deutschen Kaisers Wilhelm II. ein Hohenzoller und kein Romanow sei. Nach der von Zar Paul I. erlassenen und zuletzt von Alexander III. bestätigten Fassung des Hausgesetzes waren weibliche Familienangehörige von der Thronfolge ausgeschlossen, solange noch männliche Romanows leben. Gewähltes Oberhaupt des Familienverbandes der Romanow ist seit 2014 Dimitrij Romanowitsch Romanow, der wiederum von Marija nicht als Familienoberhaupt anerkannt wird und auch nicht als Thronprätendent. Weitere Personen traten mit dem Anspruch auf, rechtmäßige Erben und Nachfolger von Nikolai II. zu sein, darunter Nikolai Dalski, der sich 1996 als Zar Nikolai III. krönen ließ. Andere sehen Prinz Alexis Andreievich (* 1953 in San Francisco) aus einer anderen Romanow-Linie als Familienoberhaupt.

## Genealogie

Staatswappen des Russischen Kaiserreichs (1882–1917)

## Die Kaiser des Hauses Romanow-Holstein-Gottorp
|  | Name (Lebensdaten)                                              | Regierungszeit | Titel    | Anmerkungen |
|  | --------------------------------------------------------------- | -------------- | -------- | --- |
|  | Peter III. (* 21. Februar 1728; † 17. Juli 1762)                | 1762           | Kaiser   | Enkel Peters I. und Katharinas I. Begründer der Linie Romanow-Holstein-Gottorp. Schloss mit Preußen Frieden und wechselt auf dessen Seite im Siebenjährigen Krieg. Er wurde durch ein Komplott entmachtet, das seine Frau Katharina von Anhalt-Zerbst auf den Thron hob. Parteigänger der Kaiserin ermordeten ihn im Juli 1762. |
|  | Katharina II., „die Große“ (* 2. Mai 1729; † 17. November 1796) | 1762–1796      | Kaiserin | Ehefrau Peters III., entmachtete ihren Mann und ließ sich zur Kaiserin ausrufen. Sie förderte die Ansiedlung von Ausländern in Russland. Russlands Machtbereich konnte sie soweit ausbauen, dass nach zwei Kriegen gegen die Türken Russland über einen Zugang zum Schwarzen Meer verfügte. Außerdem wirkte sie an den drei Teilungen Polens entschieden mit und führte 1788 Krieg gegen die Schweden. |
|  | Paul (* 1. Oktober 1754; † 23. März 1801)                       | 1796–1801      | Kaiser   | Offiziell Sohn Peters III. und Katharinas II., höchstwahrscheinlich jedoch leiblicher Sohn des Grafen Saltykow und Katharinas II. Er schloss ein Bündnis mit Frankreich, dem Feind seiner bisherigen Verbündeten. Verschwörer wollten ihn zur Abdankung zwingen. Paul weigerte sich und wurde ermordet. |
|  | Alexander I. (* 23. Dezember 1777; † 1. Dezember 1825)          | 1801–1825      | Kaiser   | Sohn Pauls I. Kämpfte im Bund gegen Napoleon und vermittelte den Frieden von Tilsit. Beteiligte sich an den Befreiungskriegen, die mit dem Sturz Napoleons endeten. Ebenfalls hatte er Anteil am Wiener Kongress bei der Neuordnung Europas. |
|  | Nikolaus I. (* 6. Juli 1796; † 2. März 1855)                    | 1825–1855      | Kaiser   | Sohn Pauls I. Innenpolitisch setzten ihm die Dekabristen zu. Ebenfalls sah er sich dem Novemberaufstand der Polen gegenüber. Außenpolitisch führte er unter anderem Krieg gegen Persien und die Türkei. Nikolaus wollte 1853 erneut die Türkei erobern und löste damit den Krimkrieg aus, dessen Ende er nicht mehr erlebte. |
|  | Alexander II. (* 29. April 1818; † 13. März 1881)               | 1855–1881      | Kaiser   | Sohn Nikolaus’ I. Er stimmte 1856 dem Pariser Frieden zu und beendete damit den Krimkrieg. Die Abschaffung der Leibeigenschaft brachte ihm den Namen Befreier-Zar ein. 1877 erklärte Russland dem Osmanischen Reich aufgrund des bulgarischen Aprilaufstands den Krieg. Er begann viele Reformen, ließ aber Regimegegner überwachen und verfolgen. Er starb durch ein Sprengstoffattentat. |
|  | Alexander III. (* 10. März 1845; † 1. November 1894)            | 1881–1894      | Kaiser   | Sohn Alexanders II. Nach seiner Machtübernahme hob er viele Liberalisierungen seines Vaters wieder auf. Er stärkte die Autokratie in Russland und gründete die Geheimpolizei Ochrana. |
|  | Nikolaus II. (* 18. Mai 1868; † 17. Juli 1918)                  | 1894–1917      | Kaiser   | Sohn Alexanders III. Letzter gekrönter Kaiser Russlands. Die Niederlage im Krieg gegen Japan löste 1905 – nach der Niederschlagung einer friedlichen Demonstration am Petersburger Blutsonntag – eine Revolution aus. Der Zar musste die Bildung einer Duma hinnehmen. 1914–1917 kämpfte Russland im Ersten Weltkrieg. Nikolaus dankte 1917 infolge der Februarrevolution ab und wurde samt Familie im Sommer 1918 von den Bolschewiki erschossen. Seit 2000 wird er von der Russisch-Orthodoxen Kirche als Heiliger verehrt. |

## Bilder

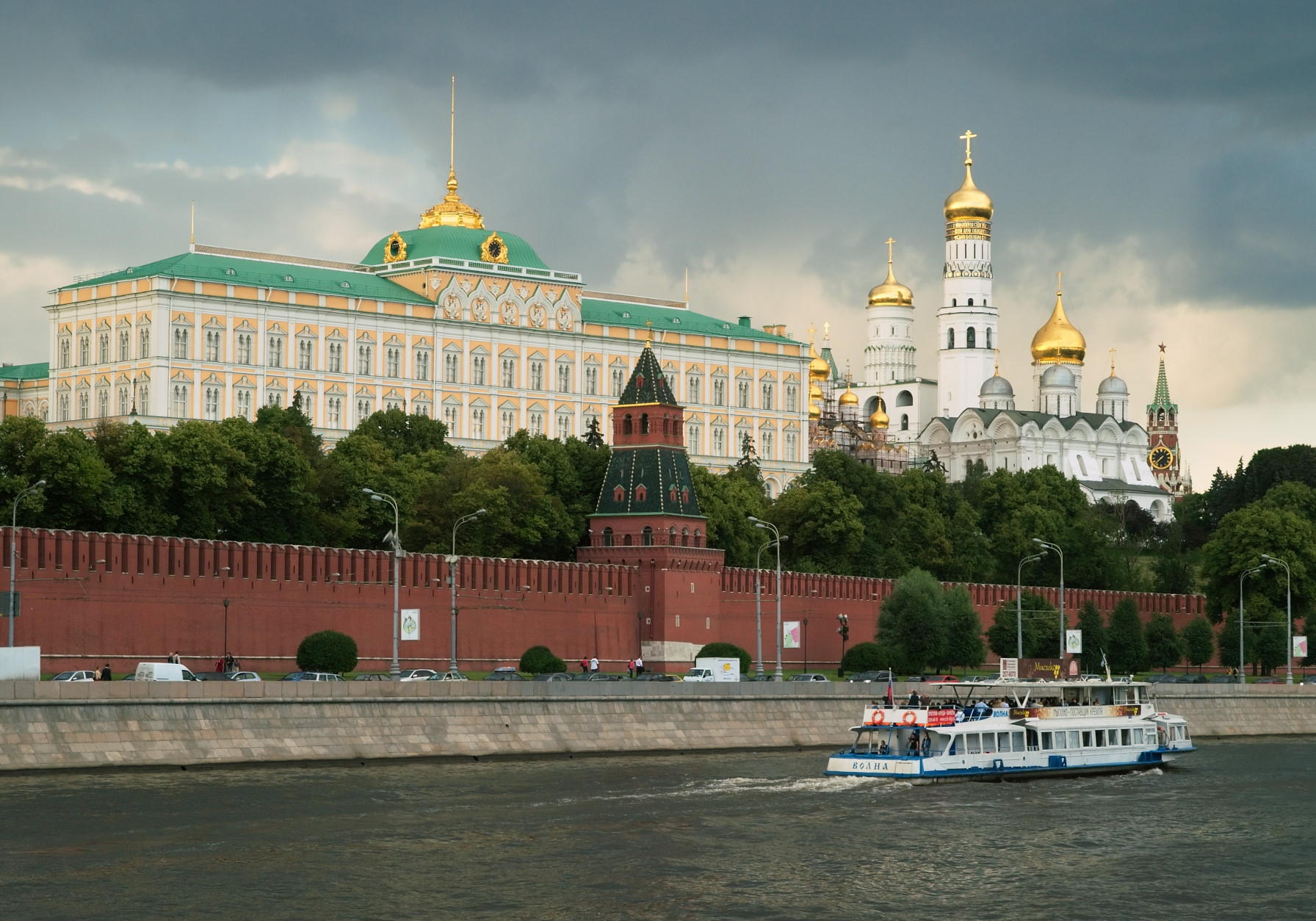
Großer Kremlpalast, Moskau
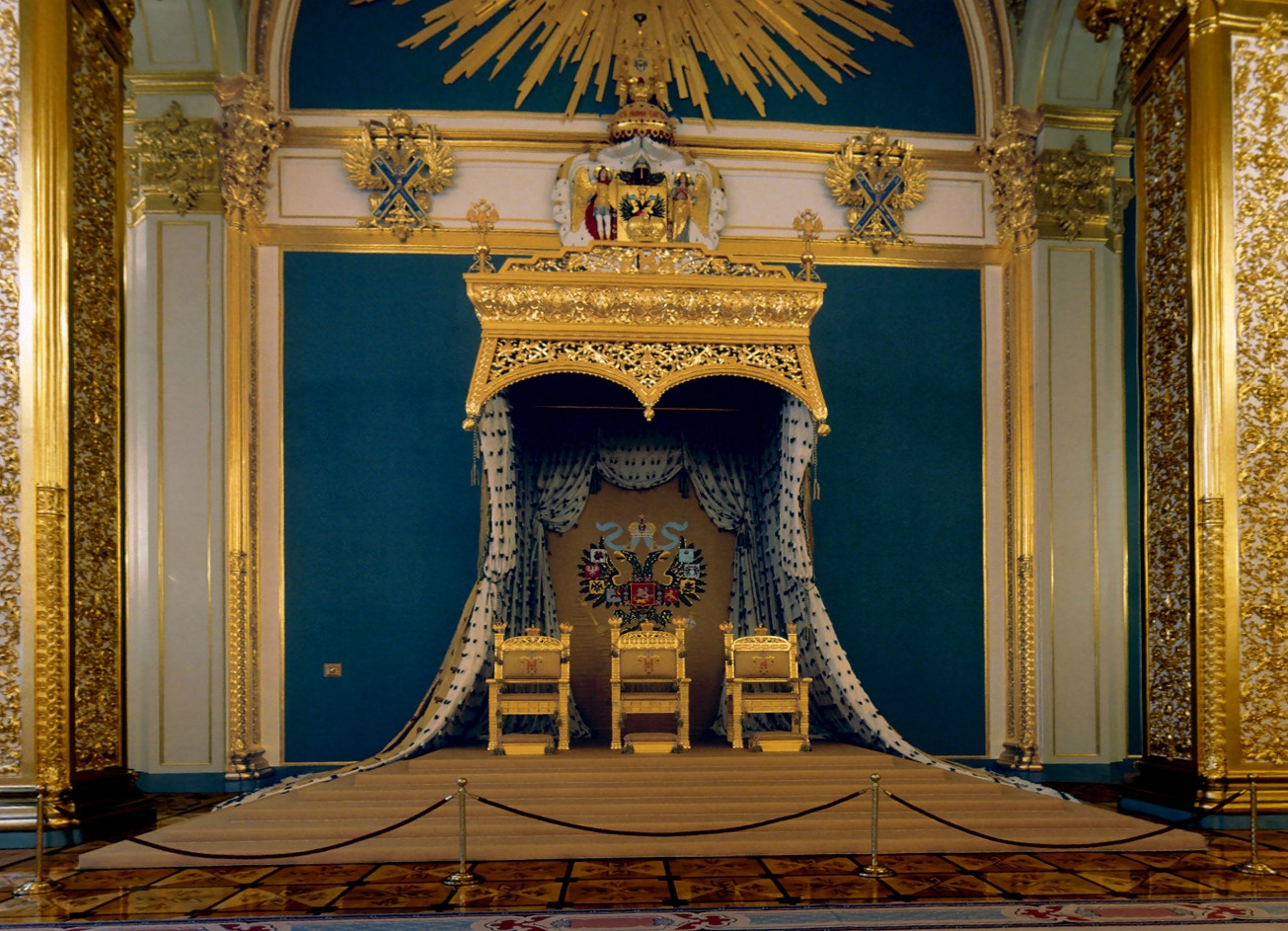
Zarenthron im Großen Kremlpalast
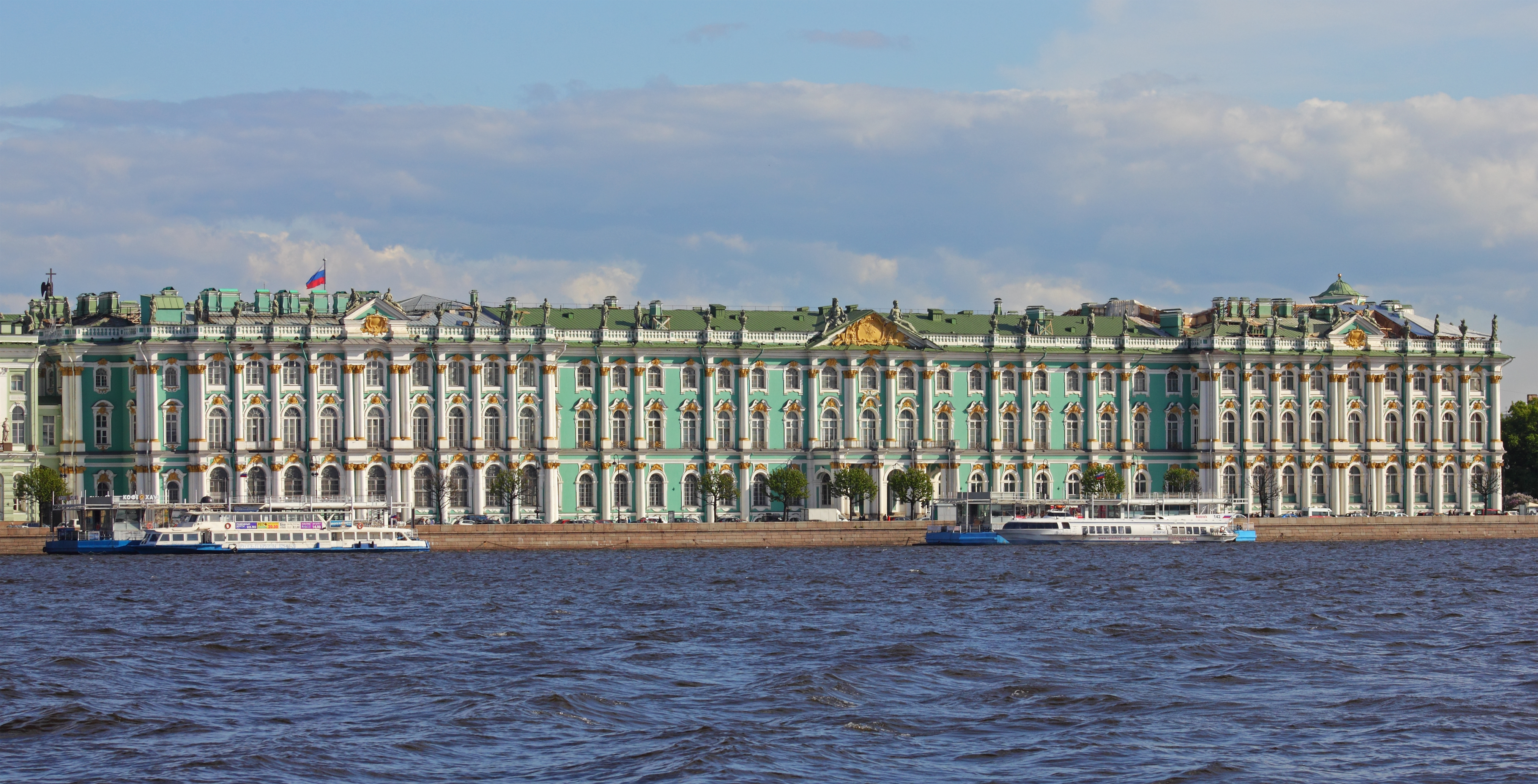
Winterpalast, Sankt Petersburg
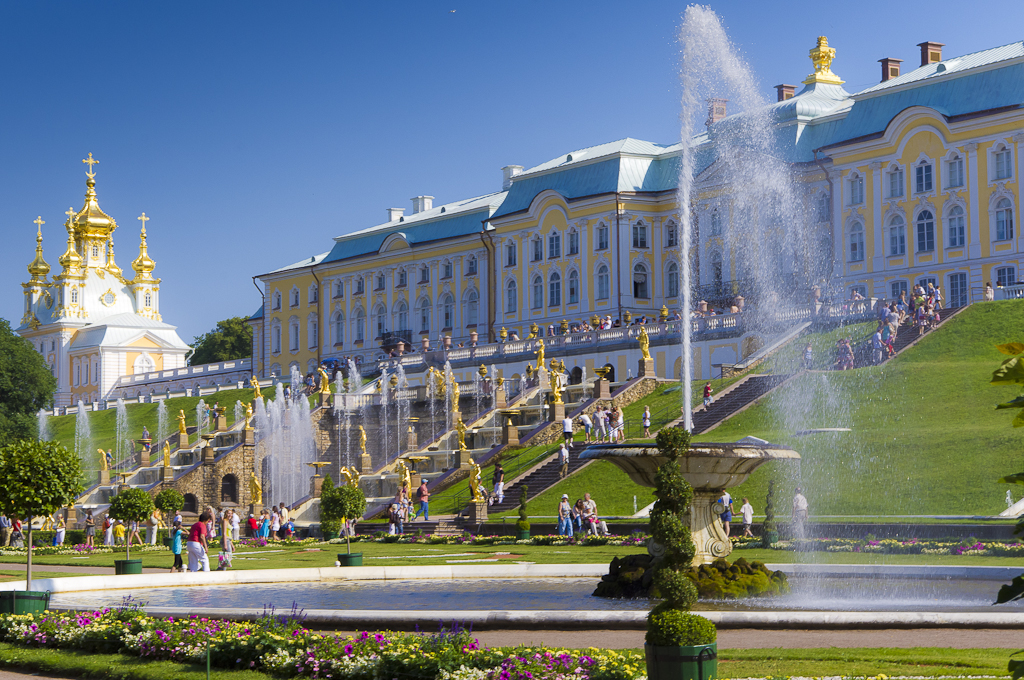
Schloss Peterhof
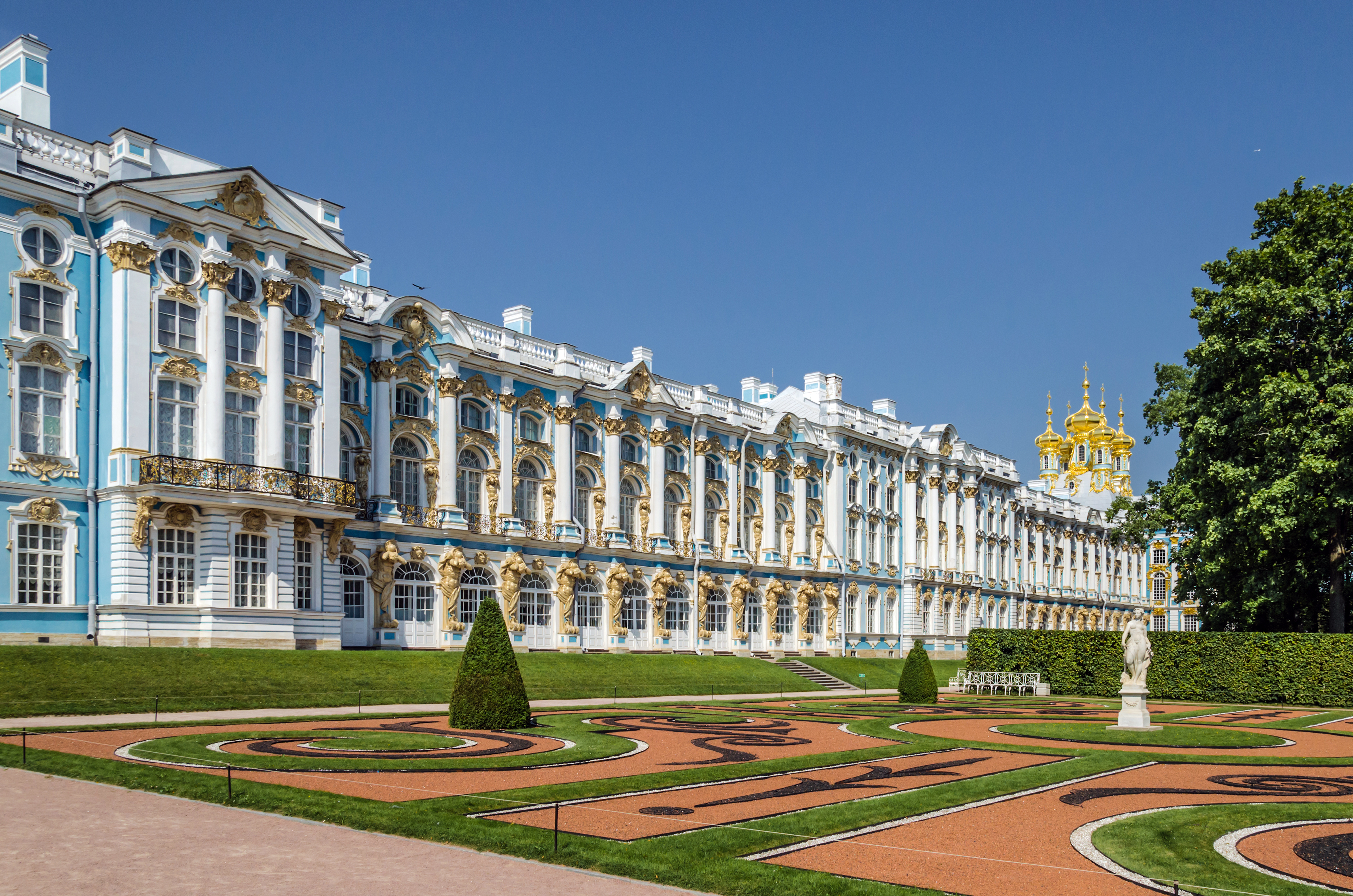
Katharinenpalast, Zarskoje Selo
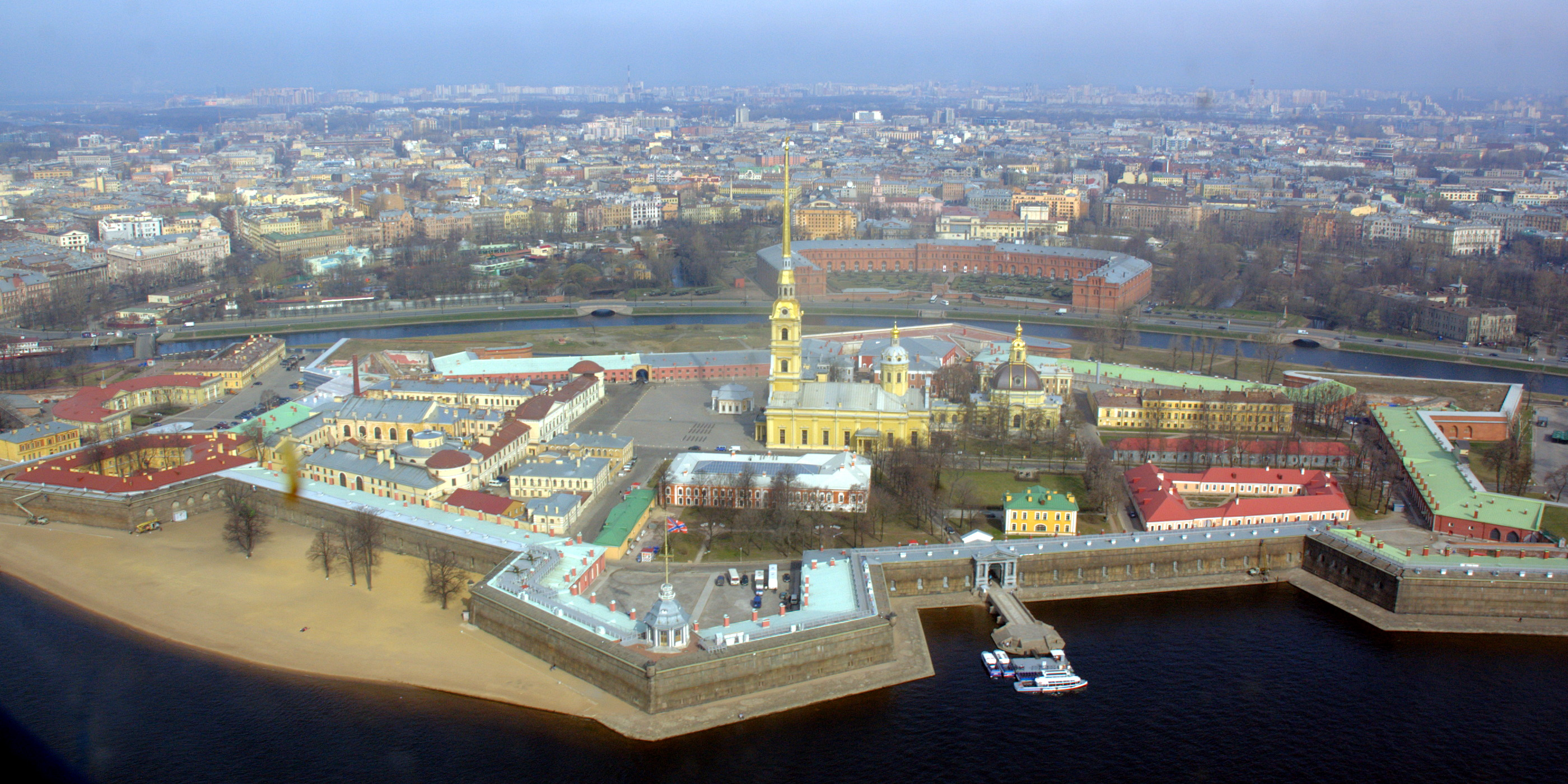
Peter-und-Paul-Festung mit Kathedrale (Grablege des Zarenhauses)